# Rory Best
Rory Best (ur. 15 sierpnia 1982 w Craigavon) – irlandzki rugbysta w czasie kariery zawodniczej występujący na pozycji młynarza w zespole Ulster i reprezentacji kraju. Triumfator Ligi Celtyckiej oraz Pucharu Sześciu Narodów, a także czterokrotny uczestnik pucharów świata.

## Kariera klubowa
W rugby zaczął grać w drużynach dziecięcych Banbridge RFC, grał również w szkolnej drużynie Portadown College, której kapitanem był w latach 1999–2000. Początkowo występował jako filar, następnie został przestawiony na pozycję młynarza, zdarzały mu się też występy jako łącznik ataku.
W seniorskich zawodach zadebiutował w wieku 17 lat w rezerwach Banbridge RFC obok ojca i brata Marka, klub reprezentował także w rozgrywkach All-Ireland League. Powrócił do niego na jeden mecz w 2010 roku jako część rehabilitacji po ciężkiej kontuzji karku. Studiując w Newcastle upon Tyne był członkiem Akademii Newcastle Falcons, a po powrocie ze studiów związał się z występującym w All-Ireland League zespołem Belfast Harlequins, którego został następnie kapitanem.
W 2004 roku otrzymał kontrakt w regionalnej drużynie Ulster Rugby, w której zadebiutował już w tym samym sezonie przeciwko Munster, przedłużał go następnie kilkukrotnie – po raz ostatni do czerwca 2016 roku. Opaskę kapitana zespołu przejął od swojego brata Simona w 2007 roku, a już rok wcześniej prowadził zespół. Rolę tę pełnił do roku 2011, a następnie w sezonie 2014/2015. Setny występ w regionalnych barwach zaliczył w 2010 roku, 150 zaś w styczniu 2014 roku. Największymi sukcesami w klubie był triumf w Lidze Celtyckiej w sezonie 2005/2006, udział w finale Pucharu Heinekena w sezonie 2011/2012 oraz kolejny finał Pro12 w sezonie 2012/2013.

## Kariera reprezentacyjna
Reprezentował Irlandię w kadrze U-18, występował również w reprezentacji U-21, z którą w latach 2002 i 2003 na mistrzostwach świata w tej kategorii wiekowej zajął odpowiednio miejsca szóste i dziewiąte.
Pierwsze powołanie do seniorskiej reprezentacji otrzymał pod koniec 2005 roku i zadebiutował w meczu z All Blacks. W ciągu kolejnego roku jeszcze trzykrotnie pojawił się na boisku, sześciokrotnie zaś pozostał na ławce rezerwowych, swój pierwszy start zaliczył zaś przeciwko Springboks w listopadzie 2006 roku. W 2007 roku z reprezentacją zdobył Triple Crown, a następnie otrzymał powołanie do składu na Puchar Świata w Rugby 2007. Po dwóch występach w podstawowej piętnastce doznał kontuzji, która miała go wyeliminować z dwóch pozostałych spotkań grupowych, szybka rehabilitacja sprawiła, że powrócił jednak na mecz z Argentyńczykami.
Irlandczycy z Bestem w składzie w 2009 roku zwyciężyli w Pucharze Sześciu Narodów dodatkowo zdobywając pierwszego od sześćdziesięciu jeden lat Wielkiego Szlema. Kilka miesięcy później został pominięty w powołaniach na tournée British and Irish Lions 2009, wyjechał jednak w roli kapitana na dwa mecze do USA i Kanady. Ponownie opaskę kapitana założył w Pucharze Sześciu Narodów 2012. Po ciężkiej kontuzji karku, która miała go wyeliminować z całego sezonu 2009/10, powrócił do rozgrywek reprezentacyjnych, początkowo do kadry A, a następnie do pierwszej reprezentacji, w której wystąpił we wszystkich spotkaniach Pucharu Sześciu Narodów 2010. Przez kontuzjowaną kostkę nie wyjechał natomiast na czerwcowe spotkania na południowej półkuli.
Został umieszczony przez Declana Kidneya w trzydziestoosobowym składzie na Puchar Świata w Rugby 2011. Zagrał na nim w trzech meczach fazy grupowej, kontuzja w meczu z Włochami pod znakiem zapytania postawiła jego ćwierćfinałowy występ przeciwko Walijczykom, jednak dzięki szybkiej rehabilitacji pojawił się na boisku w wyjściowej piętnastce. Kolejna kontuzja karku odniesiona w październiku 2012 roku wyeliminowała go z listopadowych spotkań kadry.
Dość niespodziewanie został początkowo pominięty w składzie British and Irish Lions na australijskie tournée, nominowany został natomiast na kapitana irlandzkiej kadry udającej się do Północnej Ameryki. Znalazł się jednak w składzie Lions, gdy jedenastotygodniowe zawieszenie otrzymał angielski młynarz, Dylan Hartley. Zagrał wówczas w czterech spotkaniach z regionalnymi zespołami, z Brumbies pełniąc dodatkowo rolę kapitana, nie znalazł się jednak uznania w składach na testmecze. W listopadzie tego roku w meczu z All Blacks złamał rękę, kontynuował jednak grę w obronie aż do zakończenia akcji. Szybka rehabilitacja i powrót do formy sprawiły, iż był podstawowym zawodnikiem irlandzkiej kadry podczas zwycięskiego Pucharu Sześciu Narodów 2014.

## Varia
- Jego brat, Simon Best, również reprezentował Ulster i Irlandię[9], ojciec John był zaś filarem młyna w klubach Portadown i Banbridge[3].
- Żona Jodie, dwójka dzieci – Ben i Penny[61][62].
- Uczęszczał do Portadown College, Newcastle University oraz Queen’s University Belfast[9].
- W 2007 roku otrzymał nagrodę dla osobowości roku[63], zaś dwa lata później dla gracza roku w Ulster[64].